# Adlène Meddi
Adlène Meddi né le 16 août 1975 à El Harrach, banlieue Est d'Alger, est un journaliste, reporter et écrivain algérien d'expression française. Journaliste depuis 1998, il a été notamment entre 2009 et 2016, le rédacteur en chef de l'hebdomadaire El Watan weekend. Il est actuellement collaborateur au magazine Le Point et au journal en ligne Middle East Eye.

## Biographie
Il a fait des études de journalisme et de sociologie des médias à l'université d'Alger et à l'EHESS (campus de Marseille).
En 2002, il publie aux Éditions Barzakh à Alger un premier polar, Le casse-tête turc.
En 2008, toujours aux Éditions Barzakh, La Prière du Maure, réédité en 2010 aux Éditions Jigal.
En 2016, il coécrit Jours tranquilles à Alger avec Mélanie Matarese, paru aux éditions Riveneuve.
En octobre 2017 sort son troisième roman, intitulé 1994, aux éditions Barzakh. Ce roman, réédité chez Rivages/Noir (Paris) en septembre 2018 traite en fait de la "Décennie noire" autour de quatre amis d'enfance d'El-Harrach qui décident de se lancer dans la lutte armée clandestine contre le FIS, reçoit le prix Transfuge 2018 du meilleur polar francophone. 1994 sort en langue italienne, en 2021, aux éditions Hopfulmonster.
Longtemps journaliste à El Watan, il travaille ensuite pour le site Middle East Eye et pour Le Point. Très proche de Kamel Daoud, il considère comme lui qu'on ne peut pas négocier avec les islamistes.

## Œuvres
- Le casse tête turc, 2002, éditions Barzakh[9]
- La Prière du Maure, 2008, éditions Barzakh[10]
- Jours tranquilles à Alger, 2017, co-écrit avec Mélanie Matarese, éditions Riveneuve
- 1994, 2017, éditions Barzakh[11]